# Oxymastinocerus fulvus
Oxymastinocerus fulvus là một loài bọ cánh cứng trong họ Phengodidae. Loài này được Philippi miêu tả khoa học năm 1864.